# Mädelekopf
Der Mädelekopf ist der 1910 m ü. NHN hohe nordwestliche Eckpunkt der Verflachungszone nördlich des Kratzers, die steil nach Norden in den Sperrbachtobel und nach Westen in die Trettachrinne abstürzt.
Auf den Mädelekopf führt kein Weg, allerdings ist die Aufstiegsroute oberhalb der Scharte markiert. Man erreicht ihn unschwierig von der Kemptner Hütte.